# School Library Journal
Das School Library Journal (abgekürzt: SLJ) ist eine amerikanische Fachzeitschrift für Kinder- und Jugendbibliothekare sowie für Schulbibliothekare. Die monatlich erscheinende Zeitschrift wurde 1954 gegründet und ist vor allem für ihre Rezensionen von Neuerscheinungen der englischsprachigen Kinder- und Jugendliteratur bekannt.

## Geschichte
Die Zeitschrift wurde 1954 unter dem Titel Junior Libraries gegründet, und war eine Abspaltung vom Library Journal, einer ursprünglich von Frederick Leypoldt herausgegebenen Zeitschrift. Wie diese gehörte Junior Libraries damit ab Gründung zum Verlagshaus R.R. Bowker. 1961 erfolgte die Umbenennung zu School Library Journal. 1985 übernahm die britische Mediengruppe Reed International den Verlag R.R. Bowker und damit auch die Zeitschrift School Library Journal.
2010 erwarb Media Source den Titel zusammen mit dem Library Journal von Reed Business Information. 2009 hatte das Unternehmen bereits das Horn Book Magazine gekauft, ebenfalls eine Zeitschrift für Kinder- und Jugendliteratur.

## Rezensionen und Jahresbestenliste
Rezensionen von Kinder- und Jugendliteratur erscheinen in den USA in vielen Publikationen und Medien. Als wichtig für die überregionale Wahrnehmung und die Ankaufentscheidungen von Kinder-, Jugend- und Schulbibliotheken gelten dabei die Kinder- und Jugendseiten von Publishers Weekly und New York Times Book Review sowie fünf große Zeitschriften: School Library Journal, Booklist (eine ALA-Publikation), Kirkus Review, das Bulletin of the Center for Children’s Books und das Horn Book Magazine. Von den fünf Spezialtiteln hat SLJ die höchste Auflage, und ist für die Kinderbuchverlage entsprechend wichtig.
Jedes Jahr erhält SLJ mehrere tausend Neuerscheinungen von den Verlagen, die sich eine Rezension erhoffen. 2009 waren es 13.000 Titel, von denen 5.700 in SLJ besprochen wurden. Aus diesen tausenden von Titeln wählt die Redaktion von SLJ einmal jährlich eine Bestenliste von ungefähr fünfzig bis sechzig Titeln aus, die sie als „SLJ’s Best Books“ veröffentlicht. Dabei wird auf eine gewisse Balance zwischen Büchern für verschiedene Altersgruppen – von Babys bis Teenagern – und auf verschiedene Gebiete – Bilderbücher, Belletristik und Sachbücher – geachtet. Es gibt aber keine festen Kategorien, genauso wenig wie die Liste in eine Rangfolge gebracht wird.
- 2004 wählte die Redaktion 58 Bücher für die Jahresbestenliste aus.[7]
- 2005 erschienen in SLJ mehr als 4.700 Rezensionen, davon wurden 62 Titel für die Jahresbestenliste ausgewählt. Darunter auch Stephenie Meyer mit Twilight, dem ersten Buch ihrer Vampir-Bestseller-Serie.[8]
- 2006 kamen 68 Bücher auf die Liste, darunter das Gedicht The Moon von Robert Louis Stevenson, neu illustriert durch Tracey Campbell Pearson.[9]
- 2007 wurden 63 Bücher ausgewählt, darunter eine Fassung des Al-Gore-Buches An Inconvenient Truth für Schulkinder.[10]
- 2008 wurden in SLJ mehr als 5.000 Bücher besprochen, daraus wählte die Redaktion 67 Titel für die Jahresbestenliste aus, darunter der Roman Nation von Terry Pratchett.[11]
- 2009 enthielt SLJ mehr als 5.700 Rezensionen, davon wurden 54 Bücher für die Jahresbestenliste gewählt, darunter Pigs Make Me Sneeze! von Mo Willems.[12]